# Norman Ickeringill
Norman Thomas Ickeringill (ur. 22 stycznia 1923 w Morwell, zm. 18 sierpnia 2007 w Melbourne) – australijski zapaśnik walczący w stylu klasycznym. Olimpijczyk z Melbourne 1956, gdzie zajął dziewiąte miejsce w kategorii do 62 kg.

## Letnie Igrzyska Olimpijskie 1956
| Konkurencja          | Rundy eliminacyjne    | Rundy eliminacyjne    | Klas. końcowa |
| Konkurencja          | Przeciwnik I          | Przeciwnik II         | Miejsce       |
| -------------------- | --------------------- | --------------------- | ------------- |
| 62 kg styl klasyczny | Rauno Mäkinen (FIN) P | Müzahir Sille (TUR) P | 9.            |